# Unitatea 731
Unitatea731 a fost o unitate sub acoperire de cercetare și dezvoltare pentru arme biologice din cadrul Armatei Imperiale Japoneze. În cadrul acestei unități au fost puse în practică experimente pe oameni, (în principal chinezi), în timpul celui de-al doilea război chino-japonez și celui de-al doilea război mondial. În cadrul acestei unități de cercetare militară au avut loc unele dintre cele mai cunoscute crime de război japoneze. Numele oficial al unității era Departamentul politic al jandarmeriei (Kempeitai) și laboratorul de cercetare pentru prevenirea epidemică, fiind creată inițial ca secție politico-ideologică a jandarmeriei Kempeitai. Scopul inițial era contracararea propagandei ideologice și politice ostile și întărirea moralului unităților militare nipone. 

## Descriere
Unitatea a fost camuflată ca o unitate de purificare a apei și avea baza în districtul Pingfang din nord-estul orașului chinezesc Harbin, din statul marionetă Manchukuo. Dacă la început unitatea a lucrat în principal pentru combaterea propagandei comuniste, și-a extins în curând responsabilitățile și în alte direcții, atât în țară cât și în străinătate. 
Unitatea 731 a fost promotoarea ideii de superioritate rasială niponă și a desfășurat activități de contraspionaj, spionaj și sabotaj politic în spatele liniilor inamice. A avut legături cu poliția militară, serviciile de contraspionaj manciuriene și serviciile secrete nipone. În Manciuria a folosit un număr de agenți emigranți ruși albi, chinezi, manciurieni, mongoli sau de alte naționalități pentru diferitele acțiuni sub acoperire. 
Aproximativ zece mii de oameni, atât civili cât și militari, chinezi, coreeni, mongoli și ruși, au fost cobai pentru experimentele efectuate în cadrul Unității 731. De asemenea, a existat un număr de prizonieri de război Aliați care au fost folosiți la experimentele pe oameni în Unitatea 731. În plus, folosirea armelor biologice dezvoltate de Unitatea 731 a dus la moartea a zeci de mii de locuitori ai Chinei – există estimări care afirmă că au existat până la 200.000 de victime.
Unitatea 731 a fost doar una dintre mai multele centre de cercetare în domeniul armelor biologice, ( Unitatea 516 – Qiqihar, Unitatea 543 – Hailar, Unitatea 773 – Unitatea Songo, Unitatea 100 – Changchun, Unitatea 1644 – Nanjing, Unitatea 1855 – Beijing, Unitatea 8604 – Guangzhou, Unitatea 200 – Manciuria and Unitatea 9420 – Singapore). 
Mulți dintre oamenii de știință implicați în cercetările din cadrul Unității 731 au avut după încheierea războiului cariere strălucite în politică, învățământul superior, afaceri sau medicină. O mică parte dintre ei au fost arestați de forțele sovietice și au fost judecați în cadrul proceselor pentru crime de război de la Habarovsk. Cei mai mulți însă, care s-au predat americanilor, au fost grațiați în schimbul dezvăluirii rezultatelor cercetărilor lor secrete. 
Activitățile Unității 731 au fost declarate crime de război de către ONU.

## Înființarea
În 1932, generalul Shiro Ishii a fost numit la comanda Laboratorul armatei pentru cercetările de prevenire a epidemiilor. Oamenii de sub comanda lui au construit lagărul de prizonieri Zhong Ma (ale cărui clădiri principale erau numite Fortăreața Zhongma), un lagăr de prizonieri și centru de experimentare la Beiyinhe, (un sat la 100 km de Harbin). Liniile de cale ferată au fost folosite pentru transportul materialelor și echipamentului necesar lagărelor. Ishii a organizat unitatea secretă de cercetare "Togo" pentru efectuarea de cercetări în domeniul armelor chimice și biologice. În 1935, după o serie de incidente – o evadare, mai apoi o explozie – Ishii a fost nevoit să închidă lagărul Zhong Ma. El a mutat toate instalațiile la 24 km sud de Harbin, la Pingfang, într-un lagăr mult mai mare.
Mai târziu, unitatea a fost integrată în Armata din Kwantung ca „Departamentul de prevenire epidemică”, dar a fost divizată în „Unitatea Ishii” și „Unitatea Wakamatsu”. După anul 1941, aceste unități erau cunoscute cu numele generic de „Departamentul de prevenire epidemică și purificare a apei a Armatei din Kwantung”, sau mai simplu, „Unitatea 731”. Unitatea era sprijinită direct de corpurile paramilitare ale Ferației Imperiale a Tineretului, de secțiile de cercetare ale universităților nipone și de Kempeitai. 

## Activități
A fost inițiat un proiect secret cu numele de cod „Maruta” pentru folosirea ființelor umane în experimentele cu armele biologice și chimice. Au fost adunați mai mulți subiecți din cadrul populației înconjurătoare, aceștia fiind numiți uneori eufemistic ca „bușteni” (maruta, 丸太). Această denumire a fost considerată la început de către membrii unității o „glumă”, de vreme ce autoritățile locale știau că în cadrul unității funcționa un gater. Printre persoanele folosite pe post de cobai umani s-au numărat copii, femei gravide sau femei în vârstă. Numeroase experimente și vivisecții au fost efectuate fără utilizarea niciunui anestezic, deoarece se presupunea că folosirea lor ar fi denaturat rezultatele sau pentru că nu era necesar, dat fiind faptul că victimele erau legate.

### Vivisecțiile
- Prizonierii au fost victimele vivisecțiilor efectuate fără anestezie.[7][6]
- Vivisecțiile au fost efectuate asupra unor prizonieri infectați cu diferite boli. Cercetătorii au efectuat operații asupra prizonierilor, îndepărtându-le diferite organe pentru studiul bolilor. Aceste operații erau efectuate asupra victimelor aflate încă în viață, deoarece se credea că procesul de descompunere ar fi afectat rezultatele „cercetărilor”. [8][6] Prizonierii supuși vivisecțiilor erau persoane adulte, tineri sau sugari. [9]
- Au fost efectuate vivisecții asupra femeilor însărcinate, cărora li s-au extras fetușii. [10]
- Unui număr de prizonieri li s-au amputat membrelele pentru studierea pierderii de sânge.
- Uneori, membrele amputate dintr-o parte a corpului au fost atașate pe partea opusă a corpului.
- În alte cazuri, membrele prizonierilor au fost înghețate și amputate, în vreme ce altora, după înghețare, li s-au dezghețat respectivele membre pentru studierea efectelor cangrenelor netratate și a procesului de putrezire.
- Mai multor prizonieri li s-a eliminat stomacul, iar esofagul le-a fost atașat chirurgical direct la intestine.
- S-au efectuat experimente de îndepărtare a unor porțiuni din creier, plămâni, ficat, etc asupra mai multor prizonieri.[11][7][6]

În anul 2007, doctorul Ken Yuasa a mărturisit în ziarul Japan Times că „Mi-a fost frică în timpul primei mele vivisecții, dar în cazul celei de-a doua mi-a fost mult mai ușor. Începând cu a treia oară eram dispus să o fac”. El a apreciat că cel puțin 1.000 de persoane, inclusiv chirurgi, au fost implicați în vivisecții în cadrul lagărelor din China continentală. 

### Testarea de arme
- Țintele umane au fost folosite pentru testarea grenadelor poziționate la diferite distanțe și în diferite poziții. [6]
- Țintele umane au fost folosite pentru testarea efectelor aruncătoarelor de flăcări. [6]
- Prizonieri aflați în viață au fost legați de stâlpi și au fost folosiți ca ținte pentru studierea efectelor bombelor biologice, chimice sau a celor explozive.[6]

### Experimentele cu microbi
- Prizonierilor le-au fost inoculați microbi ai diferitelor boli.[6]
- Bărbați sau femei prizonieri au fost infectați în mod voit cu sifilis sau cu blenoragie și nu au fost tratați, fiind folosiți  pentru studierea efectelor bolilor.
- Prizonierii au fost infectați cu purici pentru a obține o cantitate suficient de mare de insecte purtătoare de boli, necesare la studierea vectorilor de transmitere a bolilor.
- Purici purtători de boli, haine sau alimente infectate încapsulate în bombe au fost lansate asupra diferitelelor ținte din China. După estimările chinezilor, epidemiile de holeră, antrax sau ciumă pe care le-au provocat aceste lansări de arme biologice au dus la moartea a aproximativ 400.000 de persoane.[6]
- Tularemia a fost testată pe civili chinezi mai înainte de izbucnirea celui de-al doilea război mondial. [13]
- Unitatea 731 și subunitățile sale afiliate (Unitatea 1644, Unitatea 100, etc) au produs arme biologice folosite împotriva armatei și populație civile chineze de-a lungul întregului război mondial. Avioane zburând la înălțime mică au împrăștiat deasupra orașelor de coastă din China purici infestați cu ciumă. Aceste acțiuni au dus la moartea a mii de oameni după infectarea lor cu ciumă bubonică.[14]

### Alte experimente
- Anumiți prizonieri au fost spânzurați cu capul în jos pentru a se urmări modul în care se sufocă.[6]
- Altor prizonieri li s-a injectat aer în artere pentru studii asupra emboliei, sau li s-a injectat urină de cal în rinichi.[6]
- Alți prizonieri au fost înfometeți până la moarte și au fost urmăriți. [6]
- Asupra prizonierilor s-au efectuat diferite experimente în camere presurizate.

- Alți prizonieri au fost expuși la temperaturi negative extreme pentru studiul degerăturilor, rezistenței la frig și a efectelor gangrenării țesuturilor. [6]
- Alte experimente au studiat efectele arsurilor asupra capacității de supraviețuire a prizonierilor.
- Mai mulți  prizonieri au fost plasați în mașini centrifuge și au fost rotiți până la moarte.
- Mai multor prizonieri li s-a injectat sânge animal pentru studierea efectelor asupra lor.
- Mai mulți prizonieri au fost supruși unor doze diverse de raze X.
- Prizonierii au fost folosiți pentru testarea diferitelor gaze toxice și a camerelor de gazare.
- Mai multor prizonieri li s-a injectat apă de mare pentru a se determina dacă aceasta poate înlocui serul fiziologic.

## Războiul biologic
Cercetătorii japonezi au efectuat teste asupra prizonierilor infectându-i cu ciumă, holeră, variolă, botulism și altele. Aceste cercetări au dus la producerea bombei cu bacili de defoliere și bombei cu purici, amândouă folosite la răspândirea ciumei. Unele dintre aceste bombe au fost proiectate sub forma de proiectile din ceramică. Aceste bombe au fost concepute pentru infectarea terenurilor agricole, a rezervoarelor și fântânilor de apă, a stocurilor de alimente cu antrax, purici purtători de ciumă, febră tifoidă, dizenterie, holeră și alte boli mortale. În afară de aceste bombe, avioanele japoneze au lansat asupra diverselor zone din China haine și alimente infectate cu diferite boli. 

## Membri importanți ai Unității 731
- Generalul locotenent Shiro Ishii
- Locotenentul colonel Ryoichi Naito
- Doctorul Masaji Kitano
- Yoshio Shinozuka

## Subunități
Unitatea 731 a fost împărțită în opt subdiviziuni: 
- 1: Cercetări asupra ciumei, holerei, antraxului, febrei tifoide și tuberculozei. Pentru aceste cercetări a fost construit un lagăr pentru 3-400 de prizonieri folosiți drept cobai umani.
- 2: Cercetări în domeniul armelor biologice, în special în domeniul dispozitivelor de diseminare a germenilor și paraziților.
- 3: Producția de proiectile cu agenți biologici.
- 4: Producția de diferiți agenți biologici.
- 5: Pregătirea personalului.
- 6 – 8: Subunități medicale, administrative și logistice.

## Poligoane de testare și fabrici de producere a agenților biologici și chimici

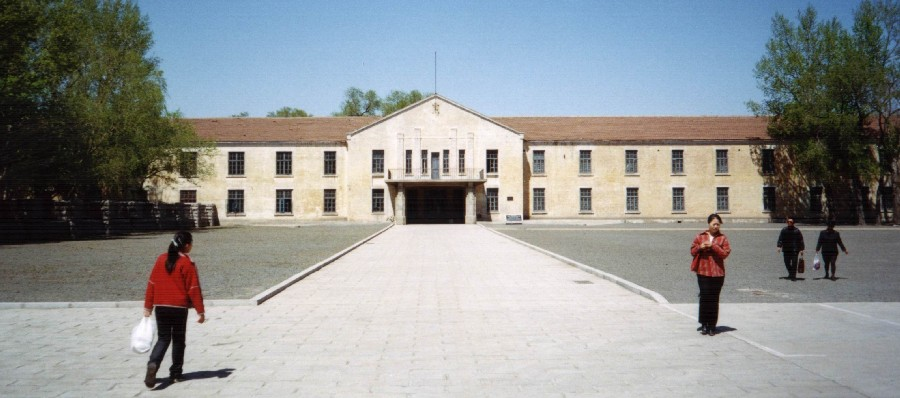
Una dintre clădirile deschise vizitatorilor

Complexul de clădiri al Unității 731 ocupa șase km2 și avea mai mult de 150 de construcții. Construcția trainică a clădirilor le făcea foarte rezistente la atacuri. Mai multe clădiri care au aparținut Unității 731 sunt transformate în muzee și pot fi vizitate. Complexul conținea mai multe fabrici. Aici existau cam 4.500 de containere pentru creșterea și stocarea puricilor, șase rezervoare pentru stocarea diferitelor produse chimice și peste 1.800 de containere pentru producerea agenților biologici. În câteva zile, aici puteau fi produse ca 30 kg de bacterii ale ciumei. 
Mai multe tone de arme biologice și chimice au fost depozitate în diverse depozite din tot nord-estul Chinei de-a lungul întregului război. 
Spre sfârșitul războiului, japonezii au încercat să distrugă dovezile producției de arme biologice și chimice ca și clădirile în care s-au desfășurat activitățile Unității 731. 
În luna august 2003, 29 de chinezi au fost spitalizați după ce au descoperit întâmplător, în timpul unor lucrări de construcție, proiectile chimice îngropate de japonezi cu mai mult de 50 de ani în urmă. 

### Poligonul de testare de la Anda
Acest poligon se afla la aproximativ 120 km de complexul de la Pingfang.

### Complexul de la Hsinking (Changchung)
Complexul „Unității Wakamatsu” (Unitatea 100) de sub comanda veterinarului Wakamatsu Yujiro era destinat studierii vaccinurilor animale pentru protejarea șeptelului japonez și dezvoltarea tehnicilor războiului biologic veterinar. Mai multe boli au fost testate pe animale de proveniență sovietică și chineză. În afară de aceasta, în Unitatea 100  funcționa o fabrică de bacterii care producea materialul necesar altor unități. Aici s-au făcut teste pentru sabotajul biologic. 

### Complexul de la Peking (Peiping)
Aici fucționa cartierul general al Unității 1855. Avea mai multe filiale în diferite localități din China.  Aici au fost studiate ciuma și alte boli. 

### Complexul de la Nanking
Aici funcționa „Unitatea Tama” (Unitatea Ei-1644) care efectua operațiuni de cercetare în strânsă colaborare cu Unitatea 731. 

### Complexul de la Kwantung (Canton)
Aici era cartierul general al „Unității Nami” (Unitatea 8604). Aici erau făcute experimente de înfometare și lipsire de apă a prizonierilor ca și operațiuni de testare a transmiterii tifosului prin intermediul apei. În plus, aici funcționa principala crescătorie de șobolani, folosiți ca vectori de transmitere a ciumei bubonice. 

### Complexul de la Syonan (Singapore)
Aici funcționa din 1942 „Unitatea 9420” cu aproximativ 1.000 de oameni. Avea două subunități: „Unitatea Kono” specializată în studierea malariei și „Unitatea Umeoka”, specializată în studierea ciumei. Aici era principalul centru pentru prinderea și procesarea șobolanilor . 

### Complexul de la Hiroshima
În insula Ōkunoshima, parte a orașului Takehara din prefectura Hiroshima, funcționa o fabrică secretă care producea arme chimice petru armată și unitățile medicale. Începând din 1928, aici a fost produs gazul muștar. Mai apoi a continuat cu producerea de iperită, levizită și cianogen. În decursul deceniului al patrulea, pentru asigurarea secretului operațiunilor, insula pe care se afla fabrica a fost pur și simplu ștearsă de pe hărți.

### Complexurile din Manchuria (Unitatea 200 și 571)
Aceste unități se ocupau cu cercetarea ciumei și colaborau strâns cu Untatea 731. 

### Unitățile speciale mobile
Sub conducerea fratelui mai mare al lui Ishii Shiro funcționau mai multe unități mobile care asigurau întreținerea și reparațiile necesare unităților mai sus amintite. 

## Sfârșitul celui de-al doilea război mondial și desființarea Unității 731

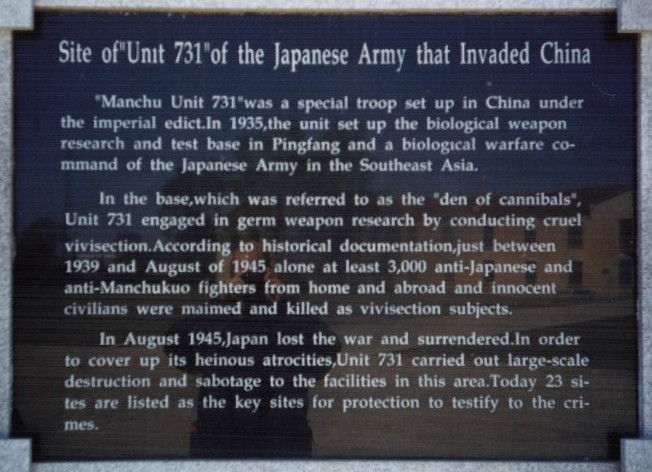
Placă de informare pe locaţia fostei Unităţi 731

Experimentele au continuat până la sfârșitul războiului. Shiro Ishii a dorit să folosească armele biologice în războiul din Pacific începând cu mai 1944, dar încercările sale au fost zădărnicite de proasta organizare și de atacurile Aliaților. Odată cu invazia sovietică din Manciuria din august 1945, unitatea a trebuit să abandoneze în grabă experimentele și locațiile, iar personalul japonez a fost nevoit să fugă în încercarea de a se repatria. 
Ishii a ordonat tuturor oamenilor din subordine „să ia secretul în mormânt”, amenințându-i pe cei care ar fi trădat că îi va găsi și îi va pedepsi. Ishii a ordonat tuturor subordonaților săi ca, la întoarcerea în patrie să nu se angajeze în domeniul public. Tuturor li s-au dat fiole de cianură de potasiu, pentru ca cei care ar fi căzut prizonieri să se poată sinucidă.  
Mici subunități japoneze au rămas în urma celor care se refugiau în grabă pentru a distruge orice dovadă a  activităților Unității 731, dar cele mai multe construcții au fost atât de trainic construite, încât nu au putut fi demolate în timpul scurt pe care l-au avut la dispoziție. 
După ce Japonia a capitulat, Douglas MacArthur a devenit Comandant Suprem al Puterilor Aliate, inițiînd un amplu program de reforme și de reconstruire în timpul  ocupației. 
La sfârșitul războiului, MacArthur a oferit în secret imunitate cercetătorilor Unității 731 în schimbul informațiilor cu privire la realizările lor în domeniul armelor biologice. Liderii americani considerau că aceste cercetări erau prețioase, deoarece, cel puțin din punct de vedere oficial, Aliații nu făcuseră experimente pe ființe umane, datorită limitărilor morale și politice. De asemenea, americanii nu doreau ca alte puteri, în special URSS-ul, să pună mâna pe datele despre armele biologice nipone.
În timpul  procesului criminalilor de război de la Tokyo s-a făcut doar o singură dată o referire la experimentele japoneze efectuate pe civili chinezi. 
Avocații japonezi au afirmat că acuzațiile sunt vagi și insuficient documentate, iar președintele tribunalului, sir William Webb, le-a dat dreptate, considerând că lipsa dovezilor este evidentă. Subiectul nu a mai fost adus în discuție niciodată în timpul procesului. 
Deși nu a reacționat în mod public în timpul procesului de la Tokyo, autoritățile sovietice au urmărit cu atenție problema și au reușit să aresteze, acuze și judece 12 lideri militari și oameni de știință din cadrul Unităților 731, 100 și 1644 în cadrul proceselor pentru crime de război de la Habarovsk. 
Numeroși prizonieri de război și civili sovietici, dar și chinezi, coreeni sau mongoli, au fost victime ale experimentelor chimice și bilogice din Unitatea 731. Procesul japonezilor capturați acuzați de crime de război a fost organizat la Habarovsk în decembrie 1949. O transcripție parțială a ședințelor tribunalului au fost publicate în mai multe limbi de presa de limbă străină de la Moscova, așa cum a fost  Materials on the Trial of Former Servicemen of the Japanese Army Charged with Manufacturing and Employing Bacteriological Weapons (Moscow: Foreign Languages Publishing House, 1950). Această carte rămâne una dintre cele mai importante surse de informații pentru istoricii care cercetează fenomenul „fabricilor morții” din lagărele de prizonieri organizate de japonezi. Procurorul șef al procesului de la Habarovsk a fost Lev Smirnov, unul dintre procurorii sovietici de la Nüremberg. 
Tribunalul de la Habarovsk a emis sentințe cu închisoarea de la 2 la 25 de ani pentru diferiții doctori și comandanți militari aflați în custodia sovieticilor. 
Numeroși foști cercetători ai Unității 731 au devenit importanți membri ai comunității medicale nipone. Doctorul Masaji Kitano a condus cea mai mare companie farmaceutică niponă (株式会社ミドリ十字 – Crucea verde). Alți medici au condus instituții medicale importante sau au lucrat pentru ministerul nipon al sănătății. Shiro Ishii a emigrat în SUA, unde a participat la cercetările americane în domeniul armelor biologice.

#### Imagini
- The forgotten victims of biological warfare Arhivat în 4 februarie 2010, la Wayback Machine. — galerie de imagini a Sunshine Project.
- Unitatea 731: Auschwitzul Arhivat în 30 aprilie 2009, la Wayback Machine.

### Mărturii
- Army Doctor —mărturia Yuasa Ken.

### Articole
- Theodicy - through the Case of “Unit 731” — autor Eun Park (2003).
- Why the past still separates China and Japan — autor Robert Marquand (2001), Christian Science Monitor.
- China recalls germ warfare experiments — China Daily.
- Ex-Japanese Soldier Deemed War Criminal Arhivat în 24 februarie 2008, la Wayback Machine. — autor Michael Zielenziger (1998), Houston Chronicle.
- US paid for Japanese human germ warfare data — Australian Broadcasting Corporation News Online.
- Japan's sins of the past — autor Justin McCurry (2004), The Guardian.
- The Asian Auschwitz of Unit 731 — autor Shane Green (2002), The Age.
- Doctors of Depravity, 2 March 2007, Christopher Hudson, Daily Mail
- Orrori e misteri dell'Unità 731, la "fabbrica" dei batteri killer — autor Marco Lupis (2003), La Repubblica (Italy).
- Shiro Ishii: doctorul ororilor, 10 iulie 2013, Nicu Pârlog, Descoperă